# Jazmina Barrera
Jazmina Barrera (Ciudad de México, 10 de marzo de 1988) es una escritora mexicana. Es autora de Cuerpo extraño (Literal Publishing, 2013), Cuaderno de faros (Tierra Adentro, 2017), Línea negra (Almadía, 2021) y Punto de cruz (Almadía, 2021). Sus libros han sido publicados en ocho países y traducidos al inglés, italiano, neerlandés y catalán. Es cofundadora de Ediciones Antílope.

## Carrera
Estudió Literaturas Modernas Inglesas en la Universidad Nacional Autónoma de México y una maestría en Escritura Creativa en Español en la Universidad de Nueva York con el apoyo de la beca Fulbright. Textos suyos han aparecido en publicaciones de alto prestigio como The Paris Review, El País, Malpensante, The New York Times, Letras Libres, entre otras.
Ha sido becaria de la Fundación para las Letras Mexicanas en 2012 y 2014. En 2013 ganó el premio Latin American Voices por su libro Cuerpo extraño (Foreign Body). En 2015 cofundó Ediciones Antílope con Isabel Zapata, Marina Azahua, Astrid López Méndez y César Tejeda.
En 2021 recibió una beca del programa de Jóvenes Creadores del Fondo Nacional para la Cultura y las Artes, asimismo, fue seleccionada para una residencia en la Casa Estudio Cien Años de Soledad. Actualmente vive en Ciudad de México.
Está casada con el escritor chileno Alejandro Zambra, con quien tiene un hijo.